# Chat des sables
Felis margarita
Pour les articles homonymes, voir Chat (animal).
Espèce
Sous-espèces de rang inférieur
- Felis margarita margarita, Sahara
- Felis margarita harrisoni, Arabie
- Felis margarita thinobia, Iran
- Felis margarita scheffeli, Pakistan

Répartition géographique
Statut de conservation UICN

 LC  : Préoccupation mineure
Statut CITES
Le chat des sables (Felis margarita), appelé aussi chat du désert, chat du général Margueritte ou chat de Margueritte, est un félin qui vit dans les régions désertiques d'Algérie, de Tunisie, du Maroc, de Libye, d'Égypte, du Soudan, du Niger, d'Arabie saoudite, du Qatar, d'Oman, du Yémen, d'Iran, du Pakistan, de Turkménistan, d’Israël, de Syrie et d'Ouzbékistan.

## Dénomination
Le nom scientifique du chat des sables est composé d'un premier terme désignant le genre Felis et qui signifie « chat » en latin classique et d'un second terme margarita en l'honneur du capitaine Jean-Auguste Margueritte, officier des troupes en Algérie qui l'aurait observé en premier dans le Sahara lors de la mission d'exploration scientifique de l'Algérie organisée par le gouvernement français sous les ordres du commandant (et naturaliste) Victor Loche en 1858. Celui-ci, en référence à son découvreur, a proposé cette dénomination scientifique à l'animal,.

## Description

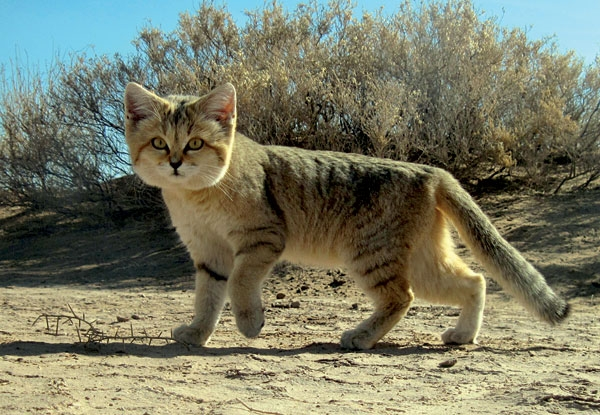
Chat des sables photographié en Iran

Le chat des sables est le félin le plus adapté aux habitats désertiques très arides.
La fourrure du chat des sables est souvent couleur sable. Les marques varient selon les individus : certaines n'ont ni taches ni rayures, d'autres sont légèrement tachetées, d'autres ont des taches et des rayures. Il a des barres noirâtres sur les membres, et la queue a une pointe noire avec deux ou trois anneaux sombres alternant avec des bandes chamois. C'est un petit chat caractérisé par une tête plate et large, des pattes courtes et une queue relativement longue mesurant entre 23 et 31 cm. Il atteint une hauteur au garrot de 24 à 36 centimètres et pèse de 1,5 à 3,4 kg. La longueur de la tête et du corps varie de 39 à 52 cm. Les longues oreilles de 5 à 7 cm donnent un aspect plat et large à la tête. Elles sont fauves à la base et tachetées de noir, et plus pointues que celles du chat de Pallas. Les oreilles sont triangulaires et le conduit auditif est très large, ce qui donne au chat un meilleur sens de l'ouïe. Les bulles auditives et les passages des oreilles externes aux tympans sont fortement élargis par rapport aux autres petits félidés ; les parties internes des oreilles sont protégées des objets étrangers par de longs poils blancs rapprochés,. Les grands yeux jaune verdâtre sont entourés de blanc et le nez est noirâtre. La tête est brun sable, alors que les lèvres inférieures et supérieures, le menton, la gorge et le ventre sont blancs. Chez certains individus, la gorge a un soupçon de chamois. La partie inférieure du visage est blanchâtre, et une légère ligne rougeâtre part du coin externe de chaque œil sur les joues. Ses moustaches sont blanches et mesurent jusqu'à 8 cm de long.
Dans les régions du nord, le pelage d'hiver du chat de sable est très long et épais, avec des poils atteignant jusqu'à 5 cm de longueur. Les griffes sur les membres antérieurs sont courtes et très tranchantes, celles sur les pattes de derrière sont petites et émoussées. Les dessous des pattes sont protégés contre les températures extrêmes par une épaisse couverture de fourrure. Les poils longs qui poussent entre ses orteils créent un coussin de fourrure sur les coussinets, les isolant lorsqu'il se déplace sur le sable chaud. Cette caractéristique rend les pistes du chat obscures et difficiles à identifier et à suivre. Le chat des sables a un quotient de force d'occlusion à l'extrémité canine de 136,7.

## Chasse et régime alimentaire
Il chasse des rongeurs, des lézards, des insectes et principalement des gerbilles ainsi que des gerboises. Chasseur nocturne, ses grandes oreilles lui permettent de localiser sa nourriture. En Iran et au Pakistan, le chat des sables possède une technique unique pour dénicher la grande gerbille (une espèce diurne) dans son terrier. Il abaisse les oreilles vers le sol pour écouter, et se met à gratter furieusement dès qu'il entend des bruits révélant une présence. Le chat des sables chasse aussi des serpents tels que la vipère à cornes et la vipère des sables venimeuse. Il les assomme d'un violent coup de patte avant de les mordre mortellement au cou. La nourriture est si rare dans le désert que le chat des sables mange à peu près tout ce qu'il trouve, y compris des insectes et des araignées. Il n'a pas besoin d'eau puisqu'il en trouve suffisamment dans ses proies.
Le chat des sables est actif essentiellement la nuit.
En Arabie saoudite, les proies probables du chat des sables sont des petits mammifères comme la gerbille de Cheesman (Gerbillus cheesmani) et la gerboise des steppes (Jaculus jaculus) et de nombreuses espèces de reptiles, comme la scinque Scincus mitranus, des espèces de geckos du genre Cyrtodactylus ou comme Stenodactylus arabicus, des serpents comme Cerastes cerastes gasparetti ou les lézards Acanthodactylus gongrorhynchatus et Phrynocephalus arabicus.

## Reproduction

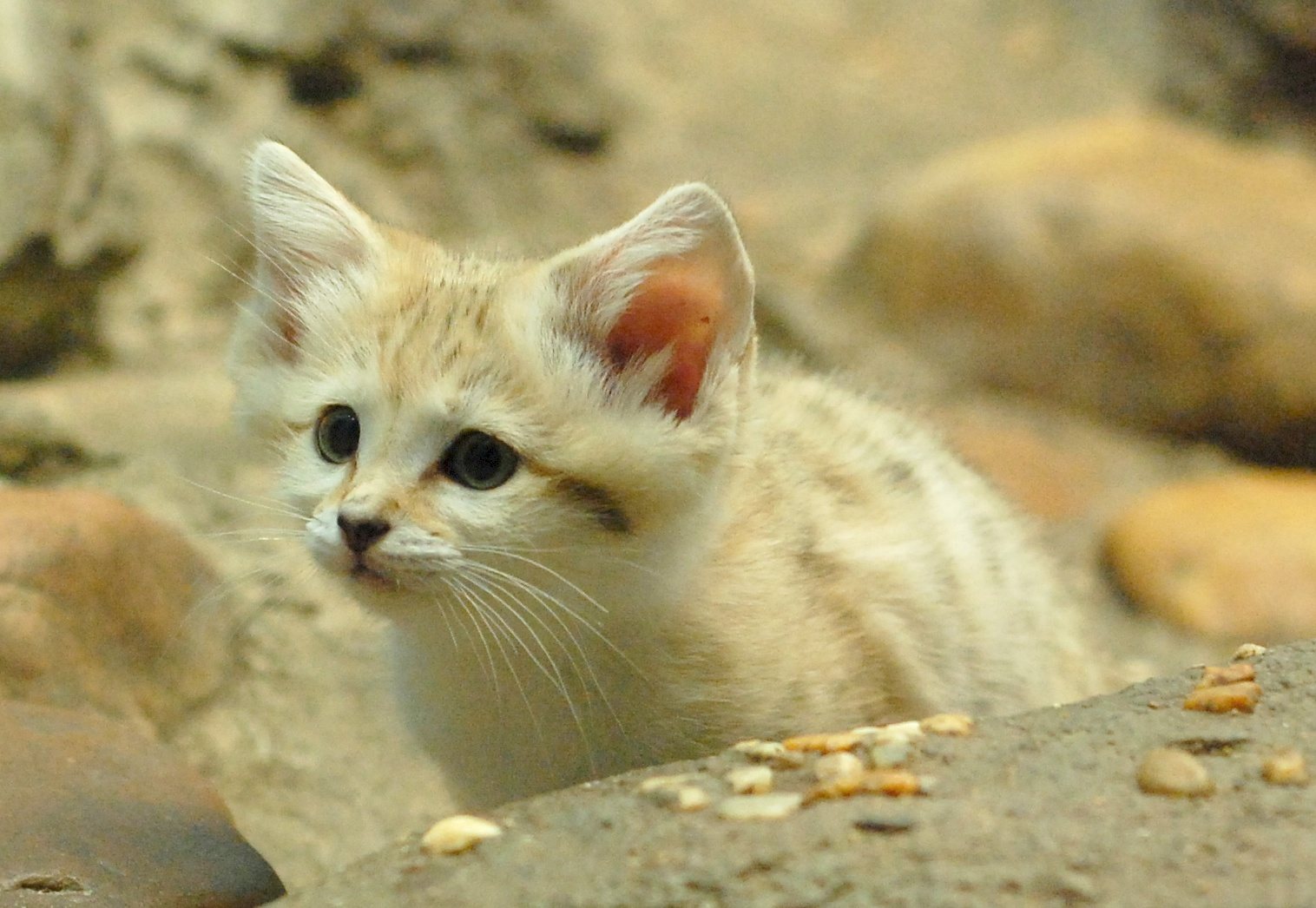
Jeune Chat des sables

L'œstrus chez les chats des sables dure de cinq à six jours et s'accompagne de miaulements et d'une augmentation du marquage des odeurs. Les femelles mettent au monde 2 à 4 chatons par portée après 59 à 66 jours de gestation, généralement vers avril ou mai, bien que dans certaines régions, les Chats des sables peuvent donner naissance à deux portées par an. Les chatons pèsent de 39 à 80 grammes à la naissance, avec une fourrure jaune pâle ou rougeâtre tachetée. Ils se développent relativement rapidement, atteignant les trois quarts de la taille adulte dans les cinq mois après la naissance. Les chats des sables sont complètement indépendants à la fin de leur première année et atteignent leur maturité sexuelle peu de temps après.
Sur les 228 chats de sable nés dans les zoos à l'échelle mondiale en 2007, seulement 61% ont vécu jusqu'au trentième jour. Ils sont décédés principalement en raison de négligence par les mères primipares. Ils peuvent vivre jusqu'à 13 ans en captivité. L'espérance de vie des chats des sables dans la nature n'a pas été documentée,.

## Taxonomie et évolution
Le soldat et naturaliste français Victor Loche a d'abord décrit le chat des sables d'un spécimen trouvé dans la région de « Négonça » dans le nord du Sahara algérien et a proposé de baptiser le félin en hommage à Jean-Auguste Margueritte qui a participé à l'expédition dans le Sahara. Cet holotype semble avoir été perdu,.

### Évolution de l'espèce
Le chat des sables appartient au genre Felis, auquel appartiennent également quatre autres félins : le chat de la jungle, le chat à pieds noirs, le chat sauvage et le chat domestique. Des travaux effectués sur l'ADN en 2006 et 2007, effectués sur les chromosomes sexuels et l'ADN mitochondrial de toutes les espèces de félins, conjugués à des recherches paléontologiques, ont révélé que la lignée du chat domestique (Felis catus) a vraisemblablement divergé il y a 3,4 Ma, au Pliocène, dans les déserts et les forêts denses du bassin méditerranéen.
|  | Felis nigripes - Chat à pieds noirs                                                                                      |
|  | |
|  | \| \| Felis margarita - Chat des sables \| \| \| \| \| \| Felis silvestris - Chat sauvage et chat domestique \| \| \| \| |
|  | |
|  | Felis margarita - Chat des sables                                                                                        |
|  | |
|  | Felis silvestris - Chat sauvage et chat domestique                                                                       |
|  | |

|  | Felis margarita - Chat des sables                  |
|  |                                                    |
|  | Felis silvestris - Chat sauvage et chat domestique |
|  |                                                    |

|  | Felis nigripes - Chat à pieds noirs                                                                                      |
|  | |
|  | \| \| Felis margarita - Chat des sables \| \| \| \| \| \| Felis silvestris - Chat sauvage et chat domestique \| \| \| \| |
|  | |
|  | Felis margarita - Chat des sables                                                                                        |
|  | |
|  | Felis silvestris - Chat sauvage et chat domestique                                                                       |
|  | |

|  | Felis margarita - Chat des sables                  |
|  |                                                    |
|  | Felis silvestris - Chat sauvage et chat domestique |
|  |                                                    |

|  | Felis nigripes - Chat à pieds noirs                                                                                      |
|  | |
|  | \| \| Felis margarita - Chat des sables \| \| \| \| \| \| Felis silvestris - Chat sauvage et chat domestique \| \| \| \| |
|  | |
|  | Felis margarita - Chat des sables                                                                                        |
|  | |
|  | Felis silvestris - Chat sauvage et chat domestique                                                                       |
|  | |

|  | Felis margarita - Chat des sables                  |
|  |                                                    |
|  | Felis silvestris - Chat sauvage et chat domestique |
|  |                                                    |

|  | Felis nigripes - Chat à pieds noirs                                                                                      |
|  | |
|  | \| \| Felis margarita - Chat des sables \| \| \| \| \| \| Felis silvestris - Chat sauvage et chat domestique \| \| \| \| |
|  | |
|  | Felis margarita - Chat des sables                                                                                        |
|  | |
|  | Felis silvestris - Chat sauvage et chat domestique                                                                       |
|  | |

|  | Felis margarita - Chat des sables                  |
|  |                                                    |
|  | Felis silvestris - Chat sauvage et chat domestique |
|  |                                                    |

#### Sous-espèces
Selon BioLib (4 janvier 2019), Catalogue of Life (4 janvier 2019) et Mammal Species of the World (version 3, 2005)  (4 janvier 2019) :
- sous-espèce Felis margarita airensis Pocock, 1951
- sous-espèce Felis margarita harrisoni Hemmer, Grubb & Groves, 1976
- sous-espèce Felis margarita margarita Loche, 1858
- sous-espèce Felis margarita meinertzhageni Pocock, 1938
- sous-espèce Felis margarita scheffeli Hemmer, 1974
- sous-espèce Felis margarita thinobia (Ognev, 1927)

La sous-espèce Felis margarita harrisoni caractérise les chats des sables vivant dans la péninsule arabe.

## Aire de répartition
Le chat des sables a une aire de répartition très vaste, qui s'étend en Afrique du Nord, au Moyen-Orient jusqu'en Asie centrale. En Arabie saoudite, il est présent dans plusieurs aires protégées : Mahazat as-Sayd, Saja Umm Ar Rimth, 'Uruq Bani Ma'arid et Harrat al Harrah. Il est probablement présent au Nord de Turaif. Dans les aires protégées, les informations sur sa présence sont maigres et les populations sont disjointes. Dans la réserve Uruq Bani Ma'arid, des recherches avec des pièges-photographiques montrent que l'espèce est présente à de faible densité.

## Habitat
En Arabie saoudite, le chat des sables a été observé dans les corridors interdunaires où poussent arbrisseaux nains et herbe vivace tel que Fagonia indica et dans des regroupements d'arbrisseaux nains comme Tribulus arabicus au milieu de zones sableuses.

## Conservation
Le chat des sables est inscrit à l'Annexe II de la CITES. La chasse est interdite en Algérie, en Iran, en Israël, au Kazakhstan, en Mauritanie, au Niger, au Pakistan et en Tunisie. Aucune protection légale n'existe en Égypte, au Mali, au Maroc, à Oman, en Arabie saoudite et dans les Émirats Arabes Unis.
Précédemment classé comme quasi menacé, il a été rétrogradé en préoccupation mineure en 2016, car la taille estimée de la population mondiale dépasse le seuil pour une catégorie menacée. L'ampleur du déclin de la population mondiale est inconnue. La principale menace est la perte de son habitat ainsi que la construction de routes et de colonies. Il est également victime du piégeage et d'empoisonnement indifférenciés des animaux et peut occasionnellement être pris directement pour cible au Sud-Est de l'Arabie saoudite. Les clôtures sont également dangereuses pour l'espèce : entre 2004 et 2007, quatre Chats des sables ont été retrouvés piégés dans des clôtures dans des aires protégées saoudiennes.
Le zoo biblique de Jérusalem a lancé un projet de réintroduction de chat des sables dans le désert d'Arabah en Israël. Plusieurs individus nés en captivité de la population du zoo ont été maintenus dans une enceinte d'acclimatation, mais n'ont pas survécu à leur libération dans la nature.

### En captivité

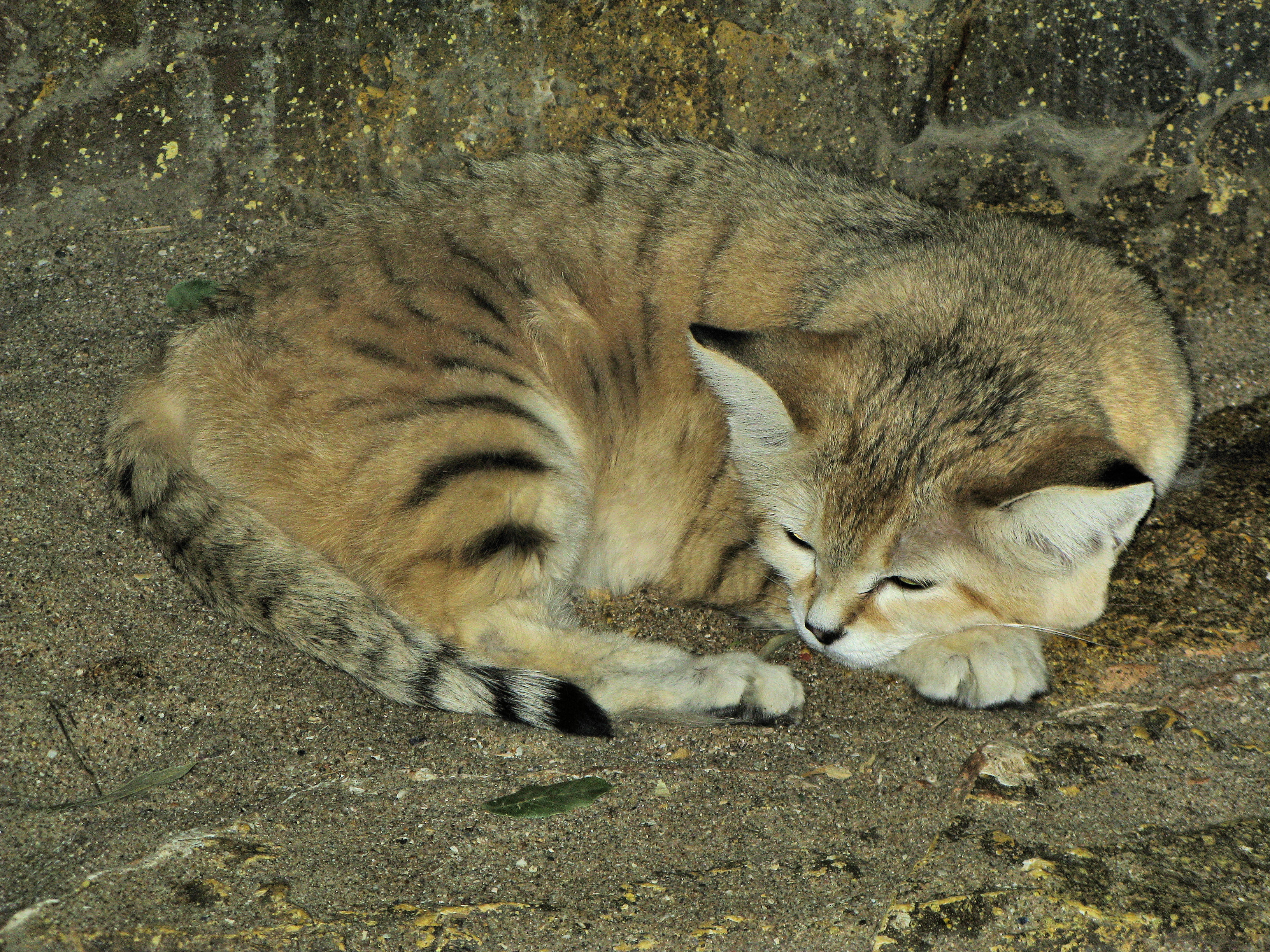
Au zoo de Bristol

Les chats des sables en captivité sont très sensibles aux maladies respiratoires et à l'infection des voies respiratoires supérieures. C'est la principale cause de décès chez les adultes. La maladie la plus fréquente est la rhinotrachéite infectieuse. Les chats des sables étant très sensibles aux infections respiratoires, ils doivent être gardés dans des enceintes très arides où l'humidité et la température ne fluctuent pas.
En juillet 2009, la population mondiale captive comprenait 200 individus dans 45 établissements. En mai 2010, 29 chats des sables étaient détenus dans 12 établissements accrédités Association des zoos et aquariums participant au programme américain pour les espèces menacées. En Europe, seulement 21 zoos possèdent cette espèce. En janvier 2010, le zoo Al Ain a annoncé le premier succès d'une procédure de fécondation in vitro et de transfert d'embryons sur des chats des sables, qui a donné naissance à deux chatons. En juillet 2012, quatre chatons des sables sont nés au Zoo de Ramat Gan dans le cadre du Programme européen pour les espèces menacées. 
En 2018, quatre chatons des sables sont nés au Jardin zoologique de Lyon.